# Cigadung (Karangtanjung)
Cigadung is een bestuurslaag in het regentschap Pandeglang van de provincie Banten, Indonesië. Cigadung telt 11.255 inwoners (volkstelling 2010).